# Lina Čerjazovová
Lina Anatoljevna Čerjazovová (1. listopadu 1968 Taškent – 23. března 2019 Novosibirsk) byla uzbekistánská akrobatická lyžařka. Její disciplínou byly akrobatické skoky.
Pocházela z rodiny Rusů usazených v Uzbekistánu. Věnovala se původně gymnastice, poté přesedlala na lyžování. Od roku 1989 reprezentovala Sovětský svaz ve Světovém poháru, kde vyhrála třináct závodů a v sezónách 1992/93 a 1993/94 získala malý křišťálový glóbus v disciplíně skoky. V roce 1993 vyhrála mistrovství světa v akrobatickém lyžování a v roce 1994 na olympijských hrách. Získala tak pro Uzbekistán dosud jedinou zlatou medaili ze zimní olympiády.
V červenci 1994 utrpěla při tréninku zranění hlavy a upadla do kómatu. Po uzdravení se vrátila k závodění, avšak na předešlé úspěchy nenavázala. Na ZOH 1998 obsadila třinácté místo, poté ukončila kariéru a přestěhovala se do Novosibirsku, odkud pochází její rodina. Zemřela ve věku 50 let a je pochována na hřbitově Kleščinskoje v Novosibirsku.